# Мирко Лалатовић
Мирко Лалатовић (Страшевина, 1904 — 1945) био је војни пилот, мајор Југославенске војске и шеф Другог одсека Оперативног одељења Врховне Команде Југословенске војска у отаџбини

## Биографија
Рођен је 1904. године у приградском насељу Страшевина, код Никшића.
Завршио је војне школе и био војни пилот. Имао је чин генералштабног ваздухопловног мајора Југословенске војске. Био је на служби у оперативном одсеку Генералштаба ваздухопловства војске Краљевине Југославије. У току Априлског рата, 1941. године, неколико дана пре капитулације авионом је побегао у иностранство. Половином 1941. године пребачен је у Савезничку команду у северној Африци.
Заједно са мајором Захаријем Остојићем, налазио се у саставу прве Савезничке војне мисије у Југославији, коју је предводио мајор Бил Хадсон и која се 21. септембра 1941. године искрцала у близини Петровца на мору. После тога је дошао у штаб Драже Михаиловића на Равној гори.
Од краја 1941. па све до краја априла 1945. године био је шеф Другог одсека Оперативног одељења Врховне Команде Југословенске војска у отаџбини (ЈВуО). Током пролећа 1942. године руководио је радио-везом са иностранством.
Крајем марта 1945. године придружио се командантима који су напустили Дражу Михаиловића и са њима кренуо у пробијање на запад, у сусрет Савезницима. Његову и Остојићеву групу су разоружале усташе на Лијевчем пољу и потом одвели у логор Јасеновац.
Заједно са мајором Захаријем Остојићем убијен је у Јасеновцу, крајем априла 1945. године.